# Ривьер, Джеймс
Винченцо Теора Ривьер (итал. Vincenzo Teora Rivière, известный под псведнонимом Джеймс Ривье́р (итал. James Rivière); род. 7 декабря 1949, Милан) — итальянский художник, дизайнер и скульптор. Выиграл в номинации ювелирных изделий в Триеннале ди Милано в 1972 и 1973 годах.

## Биография
В двадцать пять лет приглашён в качестве почётного профессора для семинара по пластическим формам в металле на скульптурном факультете в Данциге.
Участвовал в создании Centro Design Orafo в Милане в 1977 году.
В 1978 году он основал первый семинар по дизайну ювелирных изделий для дизайнера дизайна Istituto в Милане.
Участвовал в создании отдела ювелирных изделий Istituto Europeo di Design в Милане, где преподавал в течение нескольких лет.

## Искусство
Произведения Джеймса Ривьера охватывают скульптура, живопись, промышленный дизайн, мода и архитектура, однако украшение является его самой важной формой выражения. Среди его творений:
- Ожерелье «Радуга» для Mikimoto, 1994
- «Razionale» для папы Бенедикта XVI, Музеи Ватикана, 2007
- Браслет «Монолит», Музей Лувр (Музей декораций, Дворец Лувра Париж), 2007
- Isole Innamorate, Частная коллекция, 1998
- Emersioni da Atlantide, Частная коллекция, 1994
- Goccie di Fuoco, Частная коллекция, 1991
- Ожерелье «Луна Квадра», Частная коллекция, 1985
- Сегрето, Частная коллекция, 1988
- «Volcano», ожерелье, кольцо, брошь, 1980
- «Rainbow», жемчуг ожерелье для Микимото, Токио, 1994
- «Razionale», для Папы Бенедикт XVI, Музеи Ватикана, 2007
- «Monolith», браслет, Лувр, Париж, 2007
- «Isole Innamorate», частная коллекция, 1998
- «Emersioni da Atlantide», частная коллекция, 1994
- «Goccie di Fuoco», частная коллекция, 1991
- «Luna Quadra» necklace, частная коллекция, 1985
- «Segreto», частная коллекция, 1988
- «Optical Titanio Diago», necklace, Музей Виктории и Альберта[1], Лондон, 1973

## Выставки
Джеймс Ривьер принимал участие в выставках более полувека.
- 2010	Triennale di Milano, «Gioielli per Milano», Милан, Италия
- 2010	Triennale di Milano, «Titani preziosi», Милан, Италия
- 2008 Victoria and Albert Museum, «James Rivière, The jewel Optical Titanio Diago», Лондон
- 2008 Castello di Sartirana, «Il Gioiello Razionale di Papa Benedetto XVI»
- 2007 выставка Sotheby’s Милан, Италия
- 2007	Triennale di Milano, Милан, Италия
- 2007 Musei Segreti Vaticani, «James Rivière, Il Gioiello Razionale di Papa Benedetto XVI», Ватикан
- 2007	Palazzo	Ducale, Генуя Италия
- 2005	Museo Bagatti Valsecchi, «James Rivière, Ideazione di Gioiello», Милан, Италия
- 2004	Musée des arts decoratifs, «James Rivière, Le joyau», Постоянная экспозиция в галерее истории ювелирных изделий, Лувр, Париж
- 2003 «James Rivière, مجوهرات», Национальный музей Дамаска, Дамаск
- 2002 «Tempo, Spazio, Aria, Mondo», Милан, Италия
- 2002 Museo delle Arti Decorative, «James Rivière, Joyas», Буэнос-Айрес
- 2002 Museo Caraffa, «James Rivière, Joyas», Кордова, Аргентина
- 2002 Leventis Museum, «James Rivière, The Jewels», Кипр
- 2002 Museo Archeologico Paolo Giovio, «James Rivière, Gioielli tra arte e design», Комо, Италия
- 2002 Museo Nazionale del Bardo, «James Rivière, مجوهرات», Тунис
- Audi Bank Building, «James Rivière, Bijoux», Бейрут
- 2001 Muo — Museo arti decorative, «James Rivière», Lubiana
- 2000 Лувр, «James Rivière, Bijoux», Comité Scientifique du Louvre, в отделе декоративно-прикладного искусства выставляется «скульптурный браслет» на инаугурации постоянной ювелирной галереи
- 2000 Этнографический музей, «James Rivière», Любляна
- 1999	National art Museum, «James Rivière, jewels», Сингапур
- 1998	Museo di arte turca e islamica, «James Rivière, مجوهرات», «Gioielli d’arte d’Italia», Tiem, Стамбул
- 1998	«James Rivière, مجوهرات», Этнографический музей (Анкара), Анкара
- 1998	«Jewels James Rivière», Museo di Kuala Lumpur, Куала-Лумпур
- 1996	Ean Dinh Van, «l’Archeologie devient bijou», Париж
- 1996	La Reine Margot, выставка ювелирные изделия, Париж
- 1996	Marie Zisswiller, выставка «Le plaisir de la parure», Париж
- 1995	Galleria Vismara, персональная выставка скульптур и ювелирных изделий «Emersioni», Милан, Италия
- 1995	Diamant museum of Anversa, «Bijoux d’artiste italien», Антверпен
- 1995 Harry Oppenheimer Diamond Museum, Рамат-Ган, Израиль
- 1994	Art Frankfurt, «James Rivière, Juwelen und Skulpturen», Франкфурт
- 1994	«James Rivière gioielli tra arte e design», Локарно, Швейцария
- 1994	IED Istituto Superiore di Design, Милан, Италия
- 1994	«Rivière gioielli scultura», Galleria Ellequadro documenti, Генуя, Италия
- 1994	«Rivière gioielli scultura», Galleria Venice design, Венеция, Италия
- 1994	«Rivière, Atlantide gioielli verso il futuro», Милан, Италия
- 1992	Castello di Belgioioso, «Rivière, Ornamenta», Павия, Италия
- 1992	Museo di Milano, «James Rivière, Anelli», Милан, Италия
- 1992	«James Rivière gioielli scultura», Arte Fiera, Болонья, Италия
- 1991	«James Rivière Antologica», Милан, Италия
- 1991	Museo di Milano, «James Rivière Bracciali», Милан, Италия
- 1989	«James Rivière gioielli tra poesia e razionalità», Galleria Vismara, Милан, Италия
- 1989	«Treperics», Galleria Vismara, Милан, Италия
- 1987	«Rivière Fiori Chiari», Милан, Италия
- 1978	Comune di Milano, Palazzo del Turismo, «14 protagonisti dell’arte orafa», Милан, Италия
- 1977	Esposizione Centro Design Orafo, Милан, Италия
- 1976	«Aurea», Флоренция, Италия
- 1975	Università di Danzica, «Rzeźba na plastikowych formach w metalu», Польша
- 1975	Galleria Art, «James Rivière, Biżuteria i srebrne rzeźby», Варшава, Польша
- 1974	Tiffany, Нью-Йорк
- 1973	XV Triennale di Milano, «Gioielli», Милан, Италия
- 1972	XV Triennale di Milano, «Gioielli», Милан, Италия
- 1972	Internazionale d’arte, «Gioielli», Милан, Италия
- 1972	«James Rivière, Oggetti, Gioielli, Sculture», Bernasconi, Via Manzoni, Милан, Италия
- 1971	Galleria «in», «Gioielli e sculture in argento e rame», Рим
- 1971	«Sculture e gioielli in argento», Rosenthal studio haus, Милан, Италия
- 1971	«James Rivière gioielli», Domus collezione, Турин
- 1971	Design centre, Турин, Италия
- 1971	Galleria Linda Gudman, «Polymaterial jewelry», Йоханнесбург
- 1971	«Creazione di trittico di linee innovative d’argento», De Giovanni, Милан, Италия
- 1971	«James Rivière, Desart», Милан, Италия
- 1970	«Espansioni», ювелирные изделия, Galleria il Salottino, Комо
- 1969	«James Rivière, Optical», серебряные украшения, Galleria d’arte Chiarini, Сестри-Леванте, Италия
- 1969	«James Rivière, Optical», Galleria il Discanto, Милан
- 1968	«James Rivière, il Gioiello», первая персональная выставка, Galleria il Discanto, Милан, Италия
- 1968	Collettiva, Galleria Vismara, Милан, Италия

## Музеи
- частная коллекция Виндзоры (англ. House of Windsor), Лондон
- Лувр (фр. Musée du Louvre), Париж
- Музеи Ватикана (итал. Musei Vaticani), Рим
- Музей Виктории и Альберта (англ. Victoria and Albert Museum), Лондон
- музей драгоценностей Виченцы (итал. Museo del Gioiello di Vicenza), Виченца

## Награды
- Триеннале Милана (Милан, 1972)
- Триеннале Милана (Милан, 1973)

### Книги
- «James Rivière, Gioielli Verso il Futuro,» Agrifoglio, Milano 1991.
- «James Rivière — Gioielli tra Arte e Design», Collana Grandi Gioiellieri, Leonardo Arte Editore — Gruppo Mondatori Editori, Milano 1998.
- «L’Adorazione del Bramantino», Enigma Milanese, Electa — Kalliste Arte, Milano 2004.
- Luciana baldrighi, «Diario di Città, milanesi in galleria», Sperling & Kupfer Editori ottobre 2000 Piacenza p. 222—223.

### Словари
- Guido Vergani, «Dizionario della Moda», Baldini&Castaldi-Pitti Immagine, Firenze 1998
- «Dictionnaire International du Bijou», edition du Regard, Paris 1999
- «Fashion Dictionary», Baldini&Castaldi-Pitti Immagine, Firenze 1999
- Lia Lenti e Maria Cristina Bergesio, «Dizionario del Gioiello Italiano del XIX e XX secolo», Umberto Alemanni&Co, p. 243.